# Maria Uebersax-Schklowsky
Maria Uebersax-Schklowsky (* 20. April 1899 in Babrujsk; † 16. Februar 1989 in Binningen) war eine Schweizer Malerin. Ihr Werk umfasst Malerei, Hinterglasmalerei und Monotypien.

## Leben und Werk
Maria Schklowsky war die Tochter des Chemikers Gregor Schklowsky. Sie besuchte das Gymnasium in Bern und studierte Kunstgeschichte. Bei Victor Surbeck-Frey, Marguerite Frey-Surbek und Cuno Amiet nahm sie Malunterricht und besuchte anschliessend die Allgemeine Gewerbeschule Basel. 1919 heiratete sie den aus Thörigen stammenden Samuel Uebersax. 
In den 1920er-Jahren lebte sie mit ihrem Mann in Hamburg und ab 1931 in Binningen, wo sie ihre drei Kinder gross zog. Ein Sohn war der Journalist Peter Uebersax. Als ihr Mann 1955 verstarb, wandte sie sich ganz der Malerei zu und hielt sich zum Malen oft im Berner Oberland auf. Maria Uebersax war Mitglied der Gesellschaft Schweizerischer Malerinnen, Bildhauerinnen und Kunstgewerblerinnen (GSMBK).